# 井関裕貴
井関 裕貴（いせき ゆうき、1966年5月18日 - ）は、秋田放送のアナウンサー。愛媛県松山市出身。愛媛県立松山東高等学校、法政大学社会学部応用経済学科（現・社会政策科学科）を経て、1991年秋田放送に入社。一時帰郷後、2005年に再入社。

## 人物・来歴
- 「ズームイン!!朝!」や秋田放送テレビ「ワイドゆう」（初代キャスター）などに出演。身内の事情により、1998年地元のあいテレビにUターン就職し、夕方のニュース番組「キャッチあい」キャスターや土曜夕方の情報番組「パワサタ!」のメイン司会者をつとめる。あいテレビ在籍中の2003年夏、たまたま秋田へ遊びに来ていたときに「元気満タン秋田だwin」にゲストとして登場したことがある。当時のパーソナリティーの松浦大悟（元：参議院議員）、鍋倉美保（現：フリー）とトークしている。松浦とはあいテレビ在籍中の間も、近況報告を兼ねてメールでやり取りをしていたという信頼関係がある。
- あいテレビ在籍中にしまなみ海道開通記念番組の放送中にテープカットの時間が20分も延びてしまいその間、実況してし繋ぐのが物凄く大変だったとも語っていた。
- 2005年4月から再び秋田放送に復帰。
- 「萩本欽一」のものまねが得意である。
- 高校の同級生に升田尚宏（元：NHK、TBSアナウンサー）がいる。

## 担当番組
太字番組は、出演中の番組

### あいテレビ勤務時

#### テレビ
- キャッチあい
- パワサタ!

### 秋田放送勤務時

#### ラジオ
- 『あさ採りワイド秋田便』（月・火曜日、2006年4月 - 2007年3月/火曜日・2016年4月-2019年3月/金曜日・2023年4月-)[注釈 1]
- 「ごくじょうラジオ」（月曜、2016年3月－2018年3月。2017年1月6日-3月まで金曜日も兼務、2018年4月から火曜日）
- 爛漫ラジオ寄席(ナイターオフシーズンのみ。秋田公開録音時に司会)
- まちなかSESSION エキマイク(月曜-木曜MC　2019年4月- 2023年3月）
- 『ごごはWIN'S』（木曜日中継、2006年12月 - 2007年3月）
- 『RADIO MAMBO JAMBO』（パーソナリティ）
- 『元気満タン秋田だwin2』中継リポーター（木曜日）
- 『井関裕貴のええじゃないか演歌』（MC）

#### テレビ
- 『Newsリアルタイムあきた』(2007年4月 - 2010年3月26日)
- 『ABS news every.』（2010年3月29日 - 2011年3月25日）
- 『エビス堂☆ゴールド』（2011年4月1日 -2015年3月 ）
- ズームイン!!朝!（秋田中継）
- ZIP!(秋田担当）
- ABSワイドゆう
- 24時間テレビ（担当ディレクター兼務時あり）
- 『ゆうドキっ!』（水～金曜日担当、2006年4月 - 2007年3月）

#### イベント
- 『全東北民謡選手権大会』